# Popo (album)
Popo – album amerykańskich muzyków jazzowych: trębacza Shorty Rogersa oraz saksofonisty altowego Arta Peppera.
Nagrania, zamieszczone na płycie, zarejestrowane zostały (amatorskim sprzętem) przez Boba Andrewsa w klubie The Lighthouse w Hermosa Beach w Kalifornii. 27 grudnia 1951 w klubie występował "firmowy" zespół Lighthouse All-Stars, w skład którego wchodzi m.in. obaj muzycy. LP wydany został w 1980 przez Xanadu Records; reedycja na CD (po masteringu) ukazała się w 1994.

## Muzycy
- Shorty Rogers – trąbka
- Art Pepper – saksofon altowy
- Frank Patchen – fortepian
- Howard Rumsey – kontrabas
- Shelly Manne – perkusja

## Lista utworów
Strona A
| 1. | "Popo" (Shorty Rogers)                                              | 4:19  |
|    |                                                                     |       |
| 2. | "What's New?" (Bob Haggart, Johnny Burke)                           | 2:17  |
|    |                                                                     |       |
| 3. | "Lullaby In Rhythm" (Clarence Profit, Benny Goodman, Edgar Sampson) | 5:22  |
|    |                                                                     |       |
| 4. | "All The Things You Are" (Jerome Kern, Oscar Hammerstein II)        | 2:58  |
|    |                                                                     |       |
| 5. | "Robbins Nest" (Illinois Jacquet)                                   | 4:49  |
|    |                                                                     |       |
|    |                                                                     | 19:45 |
|    |                                                                     |       |
Strona B
| 1. | "Scrapple From The Apple" (Charlie Parker)                 | 6:19  |
|    |                                                            |       |
| 2. | "Body and Soul" (Johnny Green, Robert Sour, Edward Heyman) | 3:20  |
|    |                                                            |       |
| 3. | "Jive At Five" (Harry "Sweets" Edison)                     | 5:27  |
|    |                                                            |       |
| 4. | "Tin Tin Deo" (Gil Fuller, Chano Pozo)                     | 4:06  |
|    |                                                            |       |
| 5. | "Cherokee" (Ray Noble)                                     | 6:36  |
|    |                                                            |       |
|    |                                                            | 25:48 |
|    |                                                            |       |

## Informacje uzupełniające
- Produkcja, zdjęcie na okładce – Don Schlitten
- Produkcja, nagrania – Bob Andrews
- Remastering – Doug Pomeroy